# 꼬마참새 리차드: 아프리카 원정대
《꼬마참새 리차드: 아프리카 원정대》(영어: Richard the Stork)은 2017년 공개된 룩셈부르크의 애니메이션 영화이다.

## 줄거리
4차원 ‘새’ 친구들의 의욕충만 무한도전이 시작된다! 태어나자마자 황새의 손에 길러져 자신도 황새라고 믿는 꼬마참새 ‘리차드’. 겨울이 다가오는 어느 날, 리차드는 자신이 참새여서 황새가족과 아프리카로 갈 수 없다는 청천벽력 같은 이야기를 듣게 된다. 충격에 휩싸인 채, 떠나버린 황새가족을 찾아 아프리카로의 여정을 시작한 리차드는 남들에겐 보이진 않지만 자신만의 친구를 가진 식욕충만한 올빼미 ‘올가’와 노래도 못하면서 아이돌인 줄 아는 앵무새 ‘키키’를 만나고 스릴 넘치는 여정을 함께하는데! 과연, 꼬마참새 리차드와 친구들은 꿈을 이루고, 아프리카에 무사히 도착할 수 있을까?

## 한국판 출연
- 김서영 - 리차드 역
- 구민선 - 올가 역
- 변영희 - 키키 역
- 사문영 - 오로라 역
- 임채헌 - 알렉스 역
- 황창영 - 맥스 역
- 이현 - 리차드 아빠 역